# 里馬克區

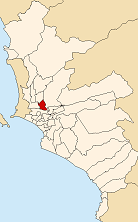
里馬克區位於利馬省的位置

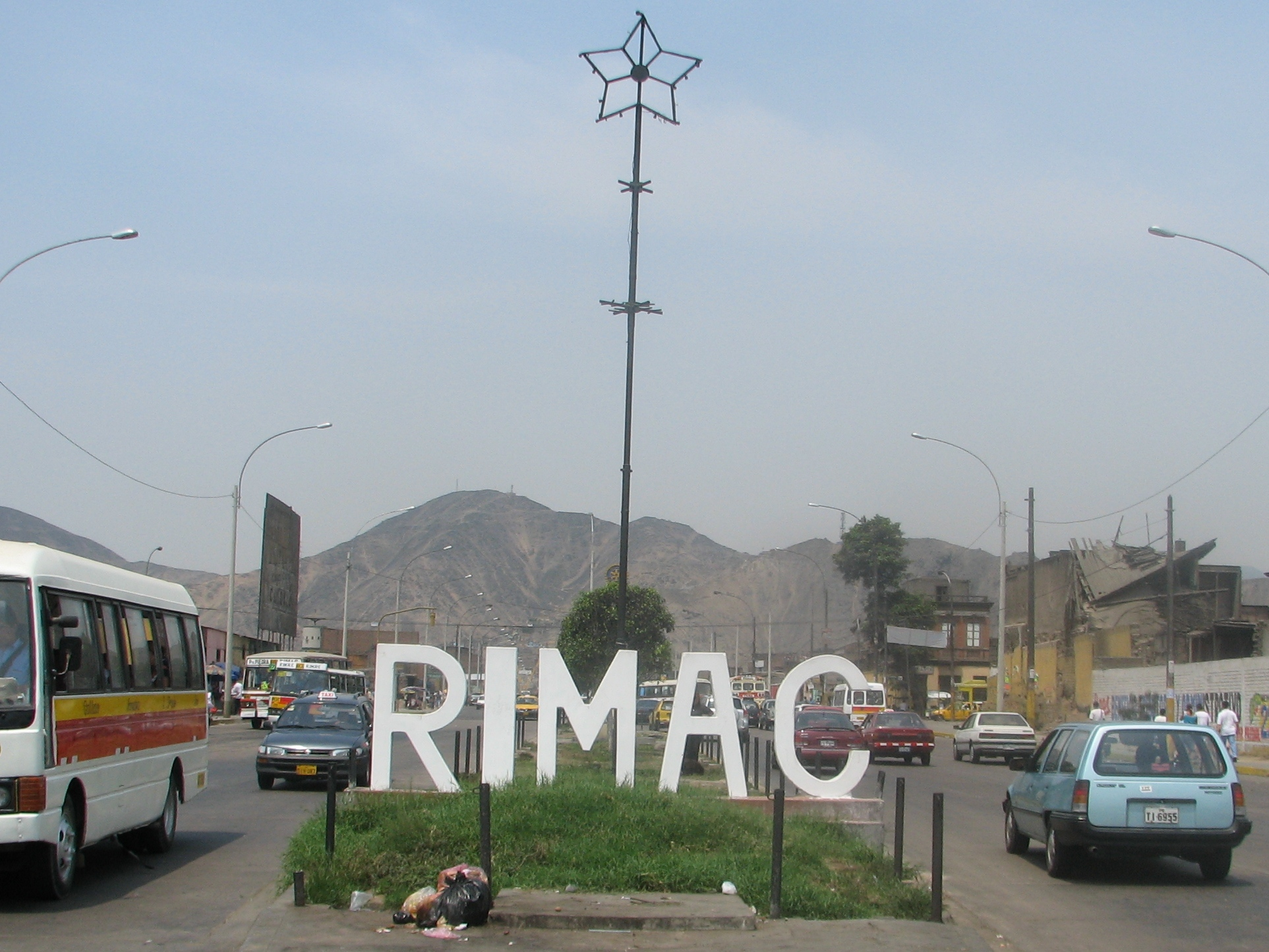

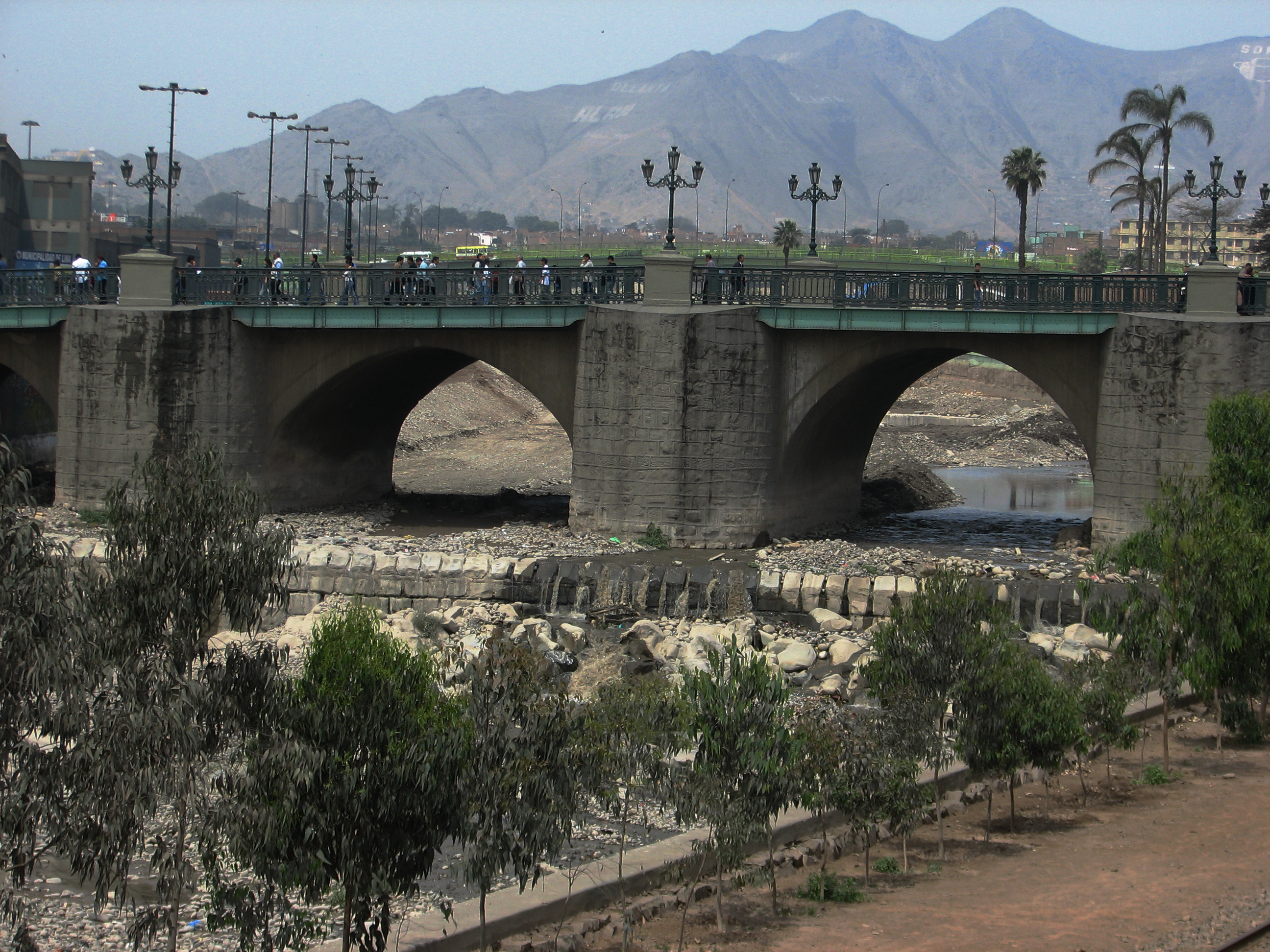

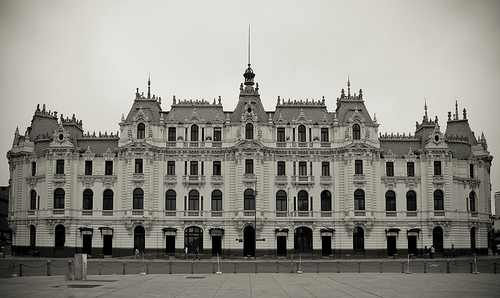

里馬克區（西班牙語：Distrito del Rímac），是秘魯的一個區，位於該國西部的利馬省，始建於1920年2月2日，面積11.87平方公里，2005年人口175,793，人口密度每平方公里15,000人。